# CS.Money
CS.Money — компания, специализирующаяся на торговле и обмене внутриигровых предметов (скинов) из игр Counter-Strike: Global Offensive (CS:GO) и Counter-Strike 2. Компания была основана в 2016 году Павлом Дунаевым. Входит в холдинг Ex corp., объединяющий также сервисы Scope.gg, Xplay.gg и Lvl.io. Офис компании расположен в Лимассоле (Кипр).

## История
CS.Money был основан студентом физфака Пермского государственного университета Павлом Дунаевым. Он с детства увлекался компьютерными играми и на втором курсе заметил потенциал стихийного рынка скинов в Counter-Strike: Global Offensive (CS:GO). В январе 2015 года Дунаев начал заниматься их обменом и перепродажей.
Первоначально Дунаев и его команда разработали бота для автоматизации сделок на форумах. В 2015 году заработок от этих операций составил около $50 000. В мае 2016 года команда запустила платформу CS.Money, на которой выставлялись на продажу уже выкупленные у игроков скины. CS.Money одним из первых сделали автоматизированную систему оценки и обмена скинов — пользователи сразу видели цены, так что им не требовалось торговаться.
В первый год у сервиса не было выручки, так как маркетплейс брал комиссионные в виде дополнительных скинов. С 2018 года CS.Money начал монетизироваться через продажу виртуальной валюты и комиссионные с каждой сделки. В дальнейшем команда закрыла юрлицо в России и полностью переместила компанию на Кипр.
В августе 2022 года хакер-одиночка взломал платформу CS.Money и похитил скины на сумму около $10 млн. Компания нашла хакера за неделю, но смогла вернуть только половину украденного. После взлома сайт CS.Money приостановил работу на месяц для ревизии систем безопасности. Это привело к сокращению аудитории на треть.

## Спонсорство и партнёрства
Компания выступала спонсором различных киберспортивных турниров и лиг, включая BLAST Premier, а также команд, среди которых были датская Astralis и украинская NaVi.
В феврале 2023 года крупные платформы для торговли скинами CS:GO, включая CS.Money, CS.Trade, Waxpeer и ряд других, создали некоммерческую организацию «Альянс трейдеров скинов» (англ. Skin Traders Alliance, STA). Работа STA должна помочь развитию и росту безопасности и прозрачности рынка скинов.
В 2024 году CS.Money объявил о программе спонсорской поддержки для небольших команд, соревнующихся в Counter-Strike Majors. Начиная с PGL CS2 Major Copenhagen 2024 одна из выбранных команд получит 20 тыс. долларов (и ещё 20 тыс. за выход в плей-офф).

## Финансовые данные
В 2020 году благодаря маркетингу и росту игрового рынка на фоне пандемии COVID-19 выручка компании достигла $39,6 млн. В 2021 году она сократилась до $32,4 млн из-за общего падения игрового рынка.  По итогам 2022 года Ex corp выручила $20,8 млн и не получила прибыли. Достигнуть докризисного размера аудитории удалось только к осени 2023: выручка холдинга достигла $19,7 млн, из них 90% принёс CS.Money.
Рост позволил запустить несколько связанных бизнесов: в мае 2020 появился Scope.gg для тренировок и аналитики в Counter-Strike, в августе 2021 открылся play-to-earn сервис Xplay.gg, где можно потренироваться перед игрой. Дунаев с партнёрами объединили все сервисы в холдинг Ex corp. В 2023 году был запущен сервис для геймификации бизнеса Lvl.io.
На конец 2022 года в Ex corp. работали 169 человек.